# Powiat Ketaka
Powiat Ketaka (jap. 気高郡 Ketaka-gun) – dawny powiat w Japonii, w prefekturze Tottori. W 2004 roku liczył 22 144 mieszkańców.

## Historia[2][3]

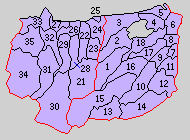
Powiat Ketaka (1–18, 21–35 – 1896 r.)

- Powiat został założony 1 kwietnia 1896 roku w wyniku połączenia powiatów Takakusa (18 wiosek) i Keta (15 wiosek)[4].
- 20 marca 1899 – wioska Shikano zdobyła status miejscowości. (1 miejscowość, 32 wioski)
- 1 lutego 1914: (1 miejscowość, 30 wiosek)
  - wioska Meiji powiększyła się o teren wioski Onji.
  - wioska Hōki powiększyła się o teren wioski Mitsumoto.
- 1 kwietnia 1914 – wioska Aoya zdobyła status miejscowości. (2 miejscowości, 29 wiosek)
- 1 czerwca 1915 – wioska Seijō powiększyła się o teren wioski Yatsukami. (2 miejscowości, 28 wiosek)
- 1 września 1917 – wioska Tōgō powiększyła się o teren wioski Fukutomi. (2 miejscowości, 27 wiosek)
- 1 października 1917 – w wyniku połączenia wiosek Kanunobe i Kaitoku powstała wioska Taishō. (2 miejscowości, 26 wiosek)
- 1 stycznia 1918 – w wyniku połączenia wiosek Iwatsubo i Sunami powstała wioska Kando. (2 miejscowości, 25 wiosek)
- 15 lutego 1937 – wioska Garo została włączona w teren miasta Tottori. (2 miejscowości, 24 wioski)
- 1 kwietnia 1948 – wioska Seijō zdobyła status miejscowości i zmieniła nazwę na Hamamura. (3 miejscowości, 23 wioski)
- 1 lipca 1953: (3 miejscowości, 7 wiosek)
  - miejscowość Aoya powiększyła się o teren wiosek Kachibe, Nakanogō i Hiokidani.
  - wioski Kando, Yamato, Miho, Taishō, Tōgō, Meiji, Toyomi, Matsuho, Ōsato, Yoshioka, Chiyomi, Koyama i Suetsune zostały włączone w teren miasta Tottori.
- 31 marca 1955 – wioska Hioki została włączona w teren miejscowości Aoya. (3 miejscowości, 6 wiosek)
- 1 lipca 1955: (3 miejscowości)
  - w wyniku połączenia wiosek Hōki, Sakenotsu, Mizuho, Ōsaka i miejscowości Hamamura powstałą miejscowość Ketaka.
  - miejscowość Shikano powiększyła się o teren wiosek Katsutani i Kowashigawa (小鷲河村).
- 1 listopada 2004 – miejscowości Ketaka, Shikano i Aoya zostały włączone do miasta Tottori. W wyniku tego połączenia powiat został rozwiązany[2].